# لوربورن (ساسكاتشوان)
لوربورن (بالإنجليزية: Loreburn, Saskatchewan)‏ هي قرية تقع في كندا في ساسكاتشوان. يقدر عدد سكانها بـ 113 نسمة ومساحتها 0.62 كم2 .